# Spatalia
Genre
Le genre Spatalia regroupe des lépidoptères (papillons) de nuit de la famille des Notodontidae.

## Liste des espèces
- Spatalia argentina (Denis & Schiffermüller, 1775) — Argentine.
- Spatalia dives Oberthür, 1884.
- Spatalia doerriesi Graeser, 1888.
- Spatalia jezoensis Wileman et South, 1916.
- Spatalia plusiotis (Oberthür, 1880).
- Spatalia procne Schintlmeister, 1989.

## Espèce européenne
- Spatalia argentina (Denis & Schiffermüller, 1775)